# 普拉夫尼 (敖德萨州)
45°23′55″N 28°34′48″E / 45.39861°N 28.58000°E

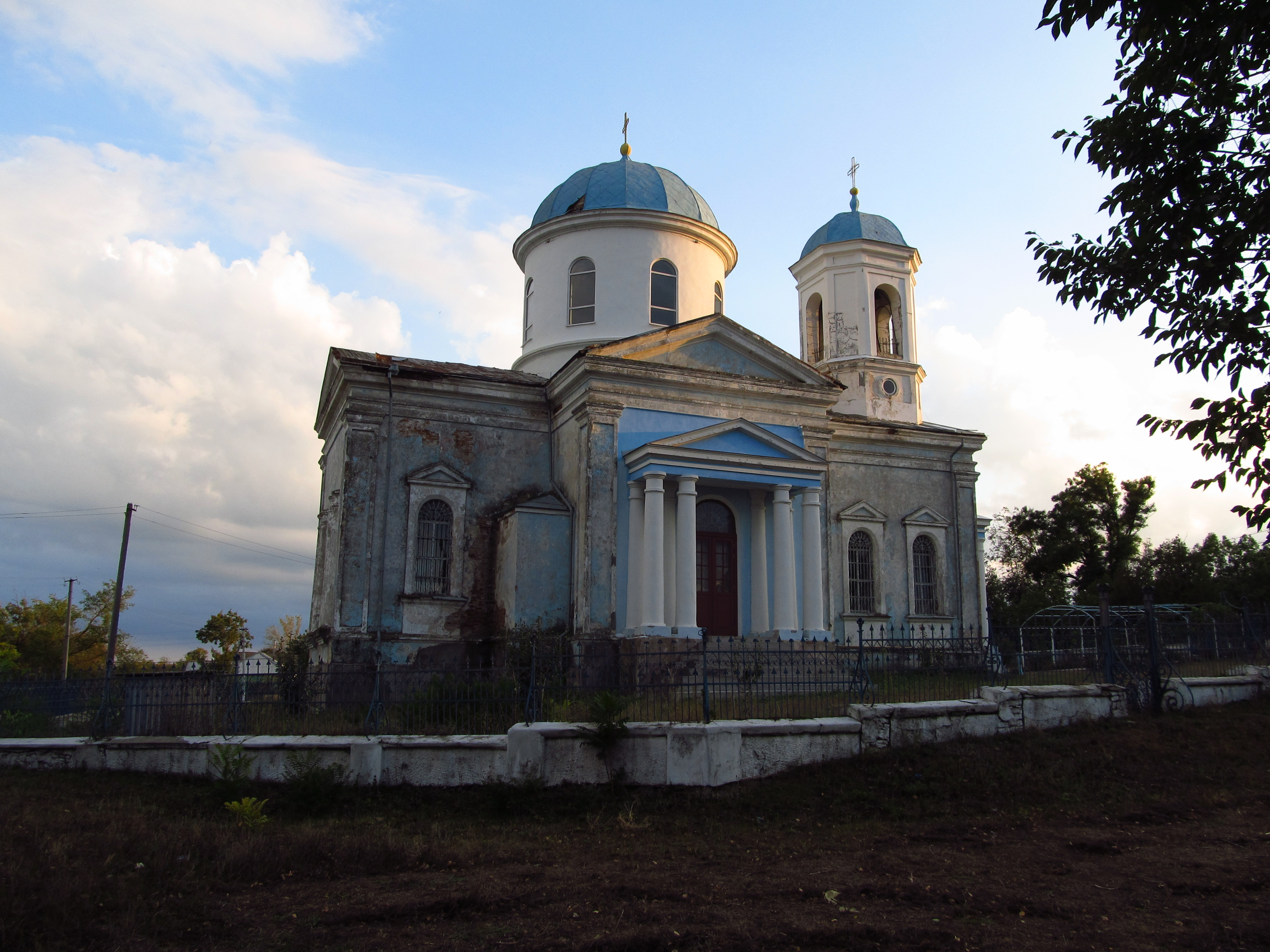

普拉夫尼（烏克蘭語：Плавні）是位於烏克蘭西南部的村莊，由敖德萨州伊茲梅爾區的雷尼市鎮負責管轄。該村始建於1814年，面積3.01平方公里，海拔高度45米，2001年人口2,039，人口密度每平方公里677.41人。